# جاكوب سيديرهولم
جاكوب سيديرهولم (بالفنلندية: Johannes Sederholm)‏، (20 يوليو 1863 - 26 يونيو 1934) هو عالم صخور فنلندي. تولى في عام 1893 رئاسة مؤسسة الجيولوجية الفنلندية.

## روابط خارجية
- جاكوب سيديرهولم على موقع الموسوعة البريطانية (الإنجليزية)